# Bistum Kannur
Das Bistum Kannur (lateinisch Dioecesis Kannurensis, englisch Diocese of Kannur) ist eine in Indien gelegene römisch-katholische Diözese mit Sitz in Kannur.

## Geschichte
Das Bistum Kannur wurde am 5. November 1998 durch Papst Johannes Paul II. mit der Apostolischen Konstitution Cum ad aeternam aus Gebietsteilen des Bistums Calicut errichtet und war dem Erzbistum Verapoly als Suffragandiözese unterstellt.
Seit dem 12. April 2025 ist das Bistum Kannur Suffragan des zum Metropolitansitz erhobenen Erzbistums Calicut.
Das Bistum umfasst den nördlich des Flusses Mahe gelegenen Teil des Distrikts Kannur und den südlich des Flusses Chandragiri gelegenen Teil des Distrikts Kasaragod im Bundesstaat Kerala.

## Bischöfe von Kannur
- Varghese Chakkalakal, 1998–2012, dann Bischof von Calicut
- Alex Joseph Vadakumthala, seit 2014